# Мародёр (бронетранспортёр)
«Мародёр» (Marauder) — бронированный автомобиль с противоминной защитой разработки компании Paramount Group
Выпускался южноафриканской компанией Paramount Group и на совместном производстве завода ЭВМ в Азербайджане. С 2015 года в Казахстане осуществляется лицензионное производство бронемашин Marauder, получивших местное название «Арлан». 

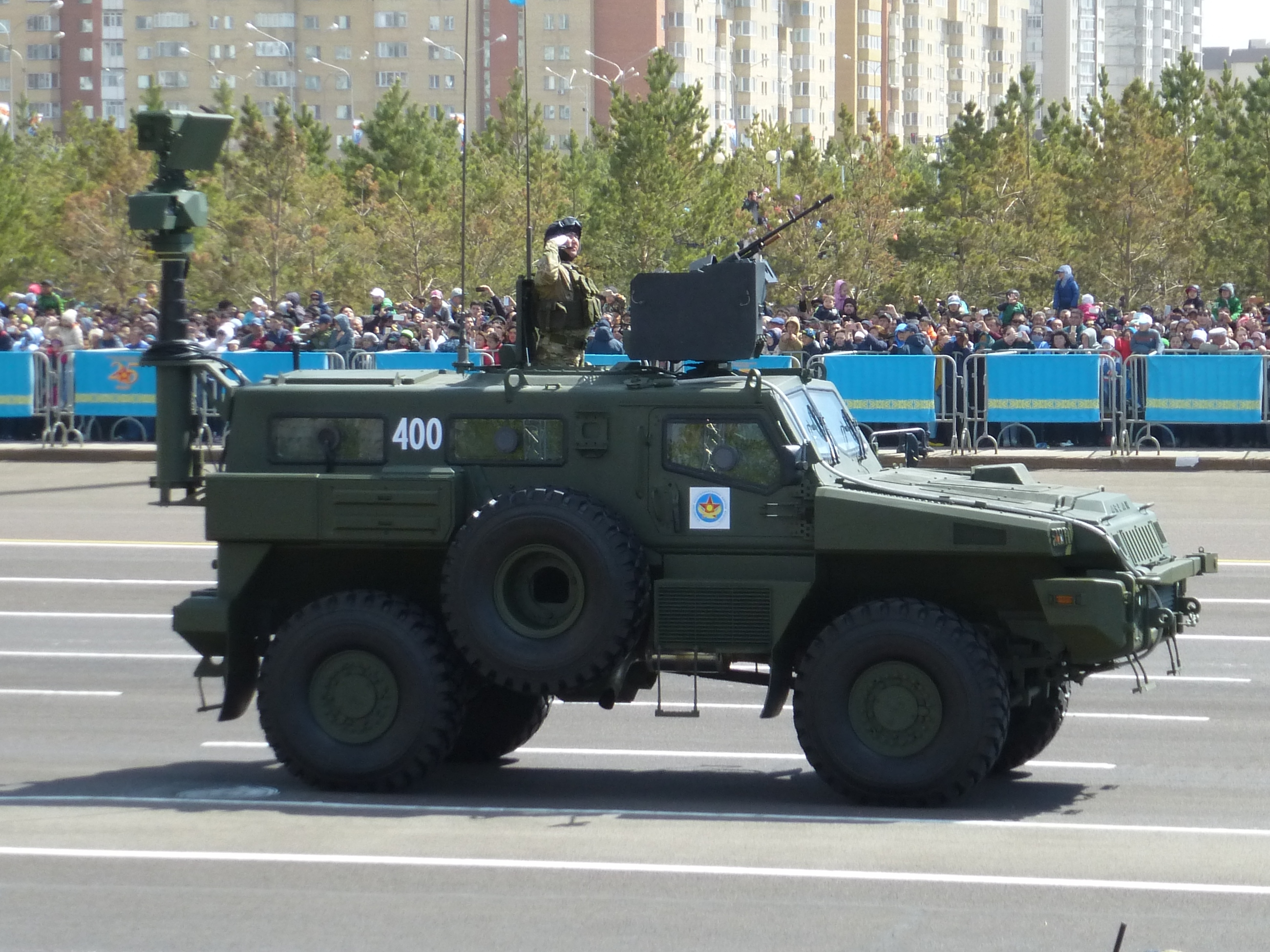
Казахстанская модификация «Арлан» с РЛС наземной разведки установленной на телескопической мачте

## Назначение
Бронированная машина Мародёр выполняет функции боевой разведывательно-дозорной машины.

## В современной культуре
В июне 2011 года, Marauder был показан в британском автомобильном представлении Top Gear. Испытания проводил Ричард Хаммонд.
В июне 2016 года «Арлан» (Marauder) был показан на выставке KADEX-2016 (Astana Kazakhstan).

## Боевое применение
Во время второй карабахской войны, азербайджанская армия применяла бронемашины «Мародёр» в боях с армянскими формированиями. Одна единица была потеряна. 
Бронеавтомобили «Арлан» казахстанского производства, были замечены в ходе боёв за Маруиполь, во время вторжения России на Украину. Согласно источнику машины были приобретены для формирований Росгвардии в Чеченской Республике.

## Галерея

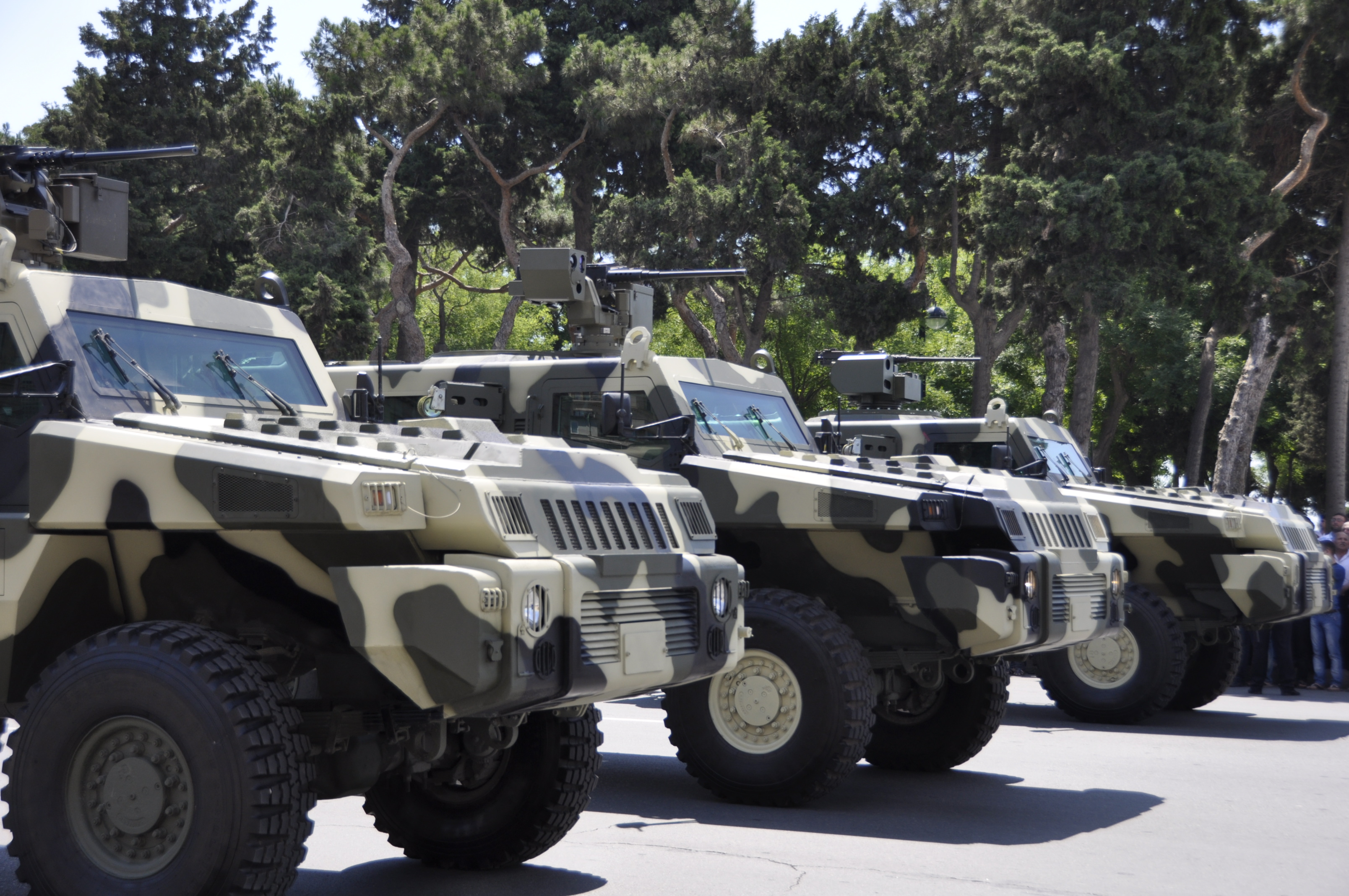
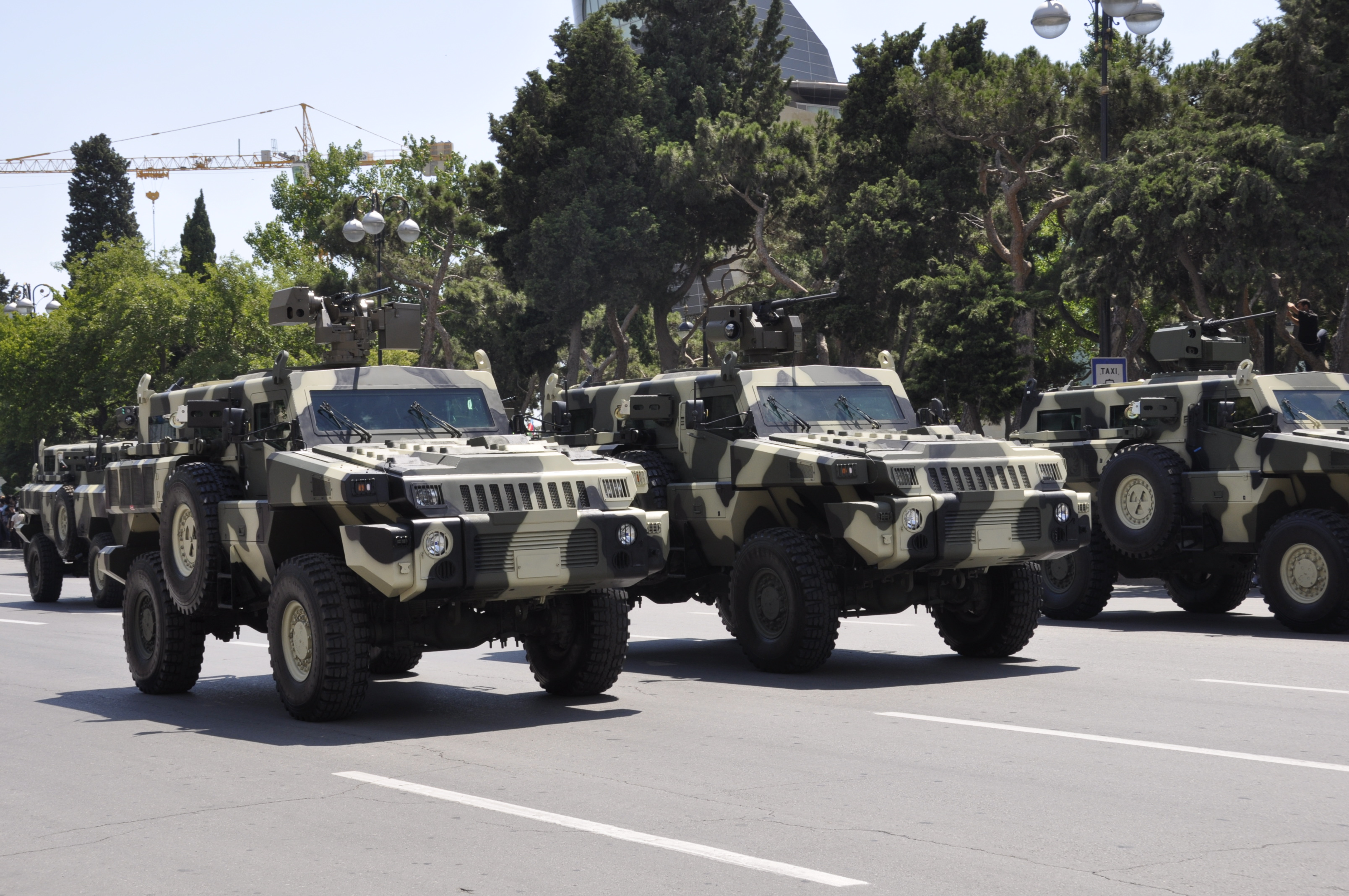
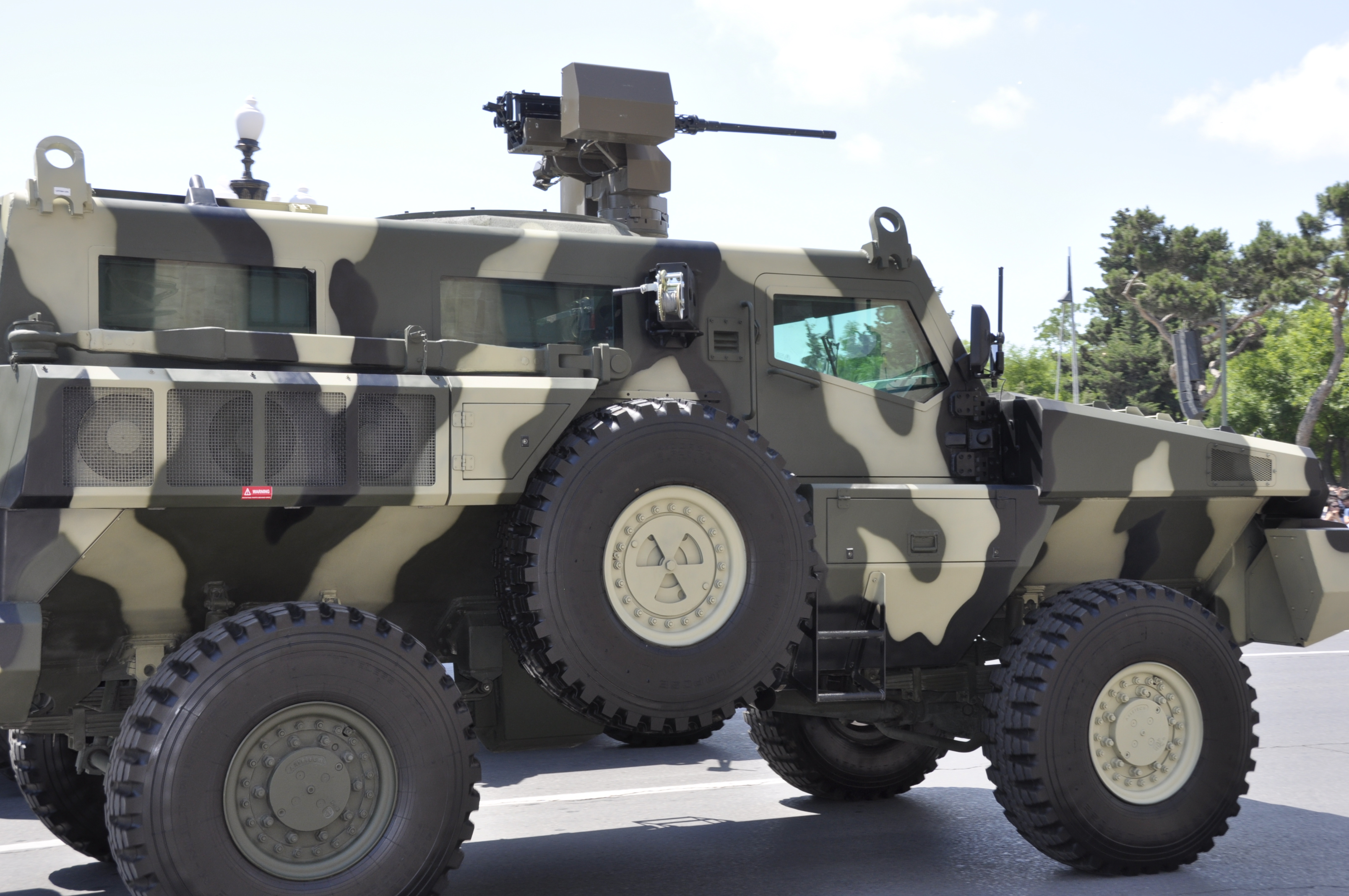
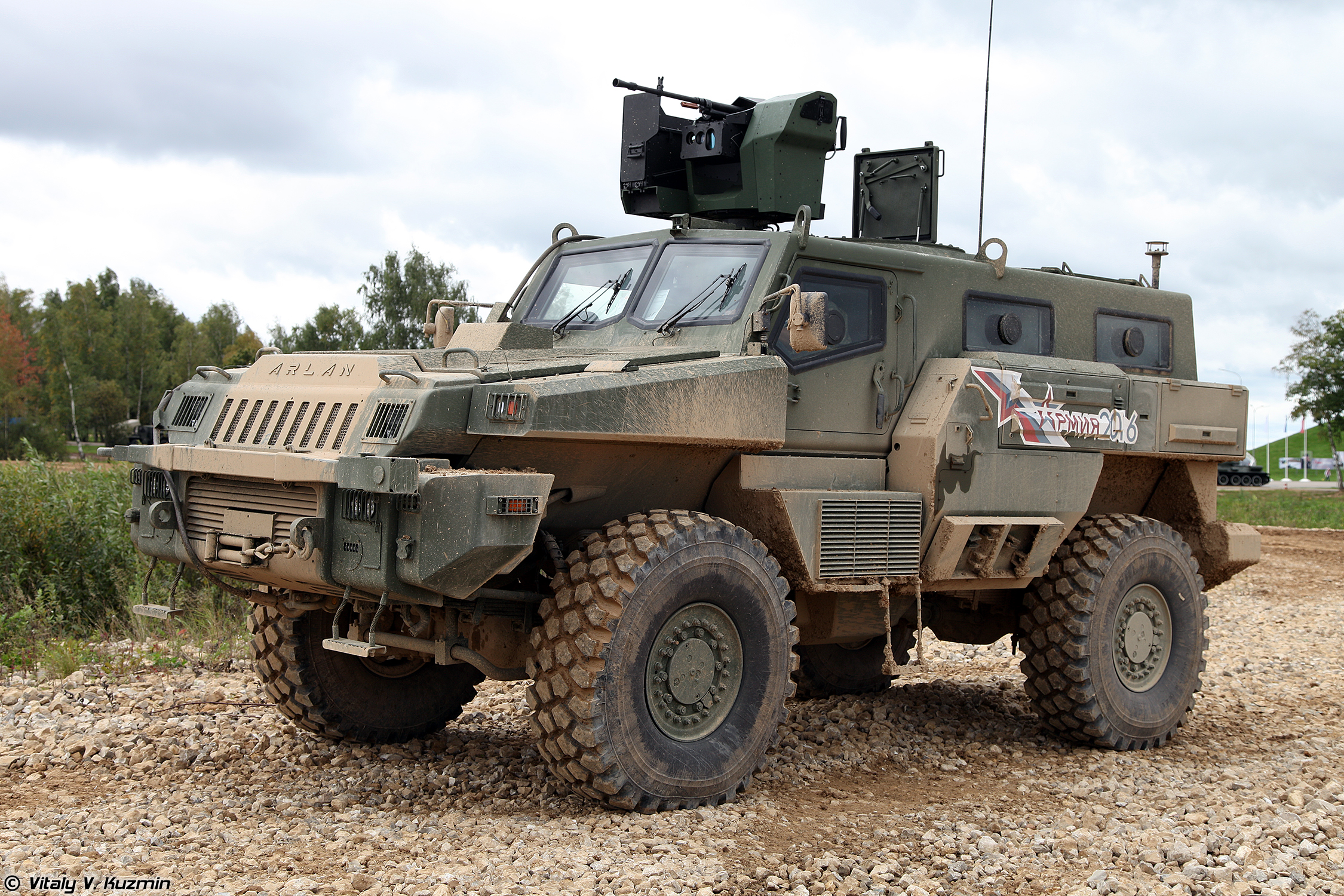
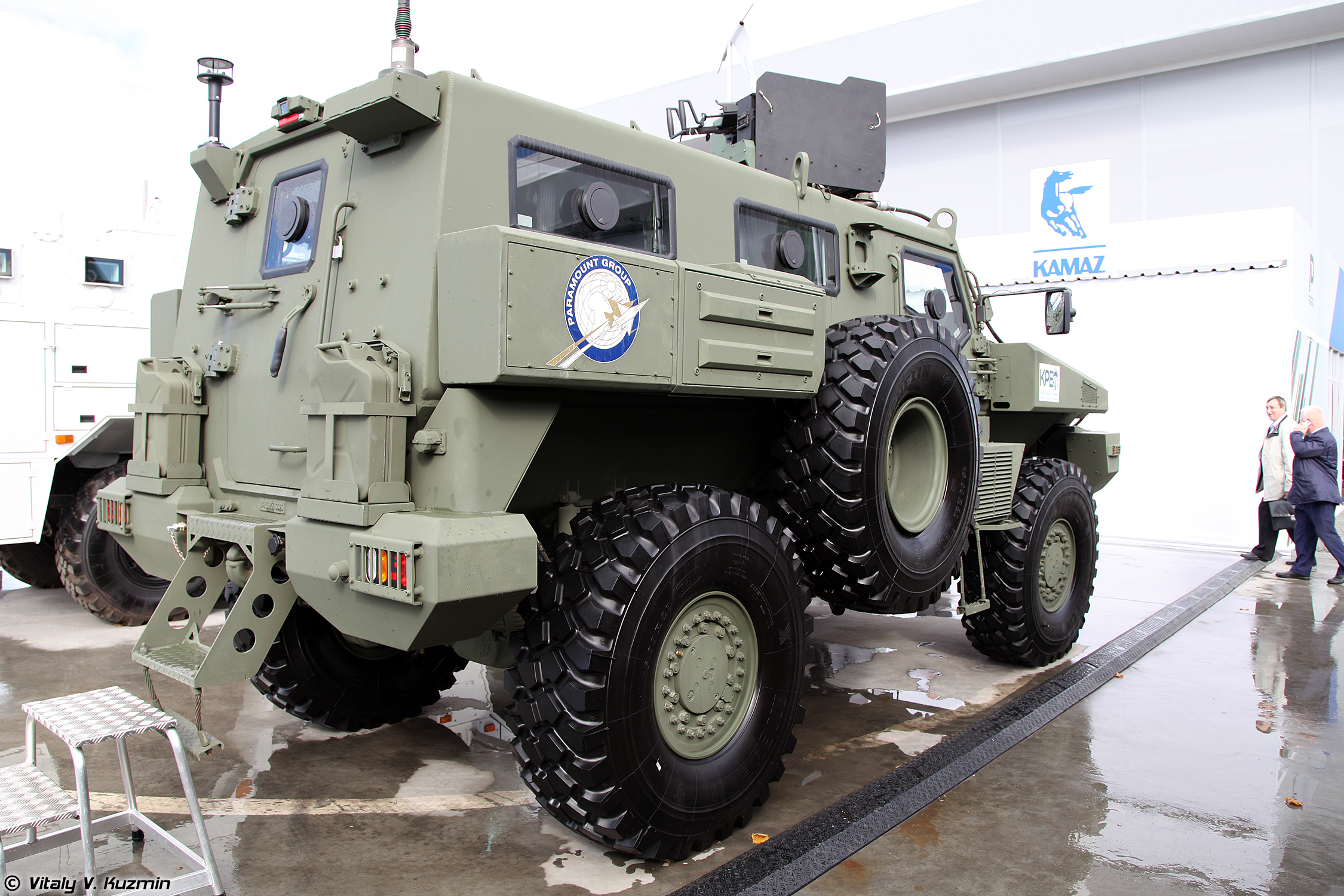
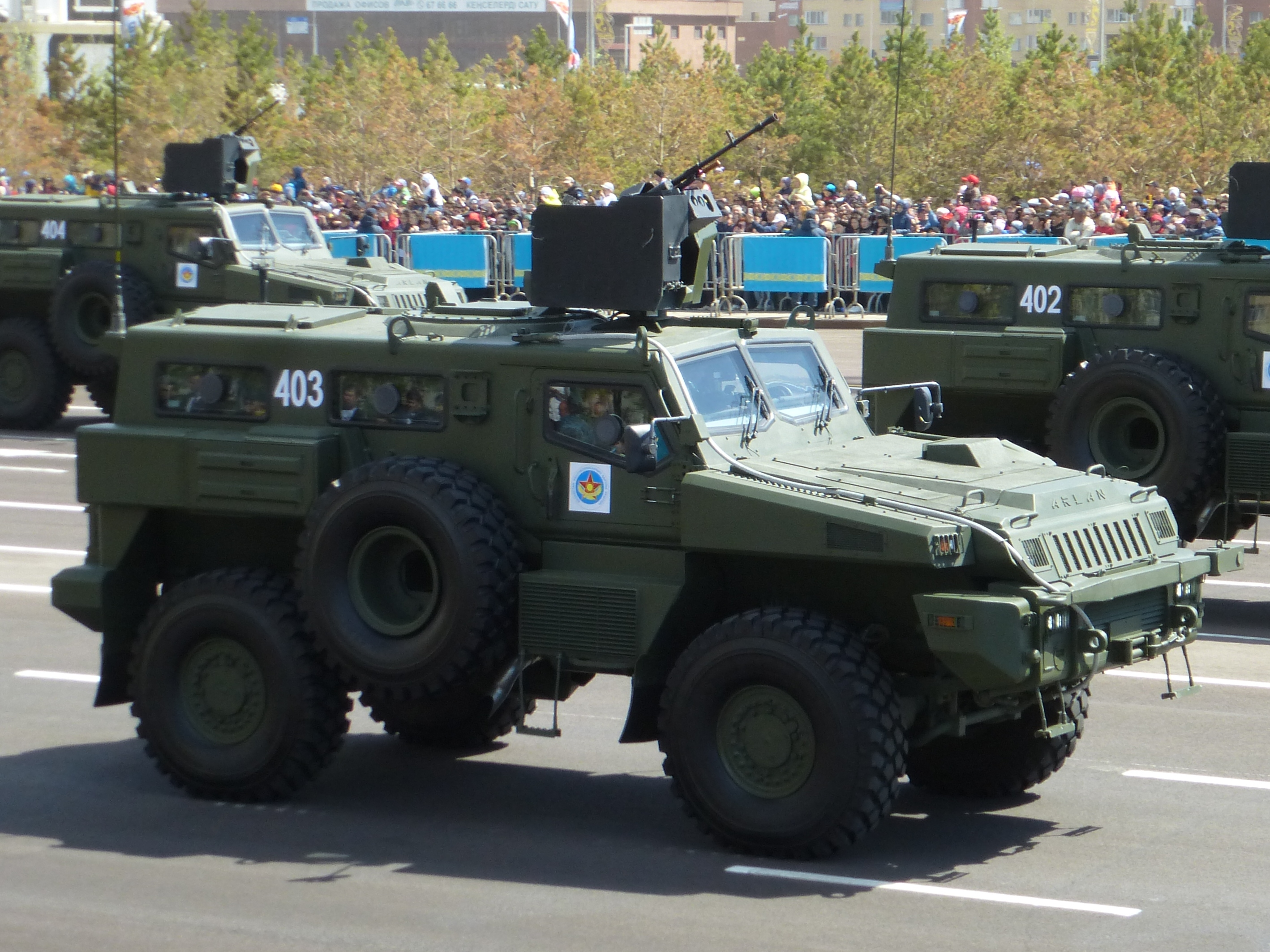
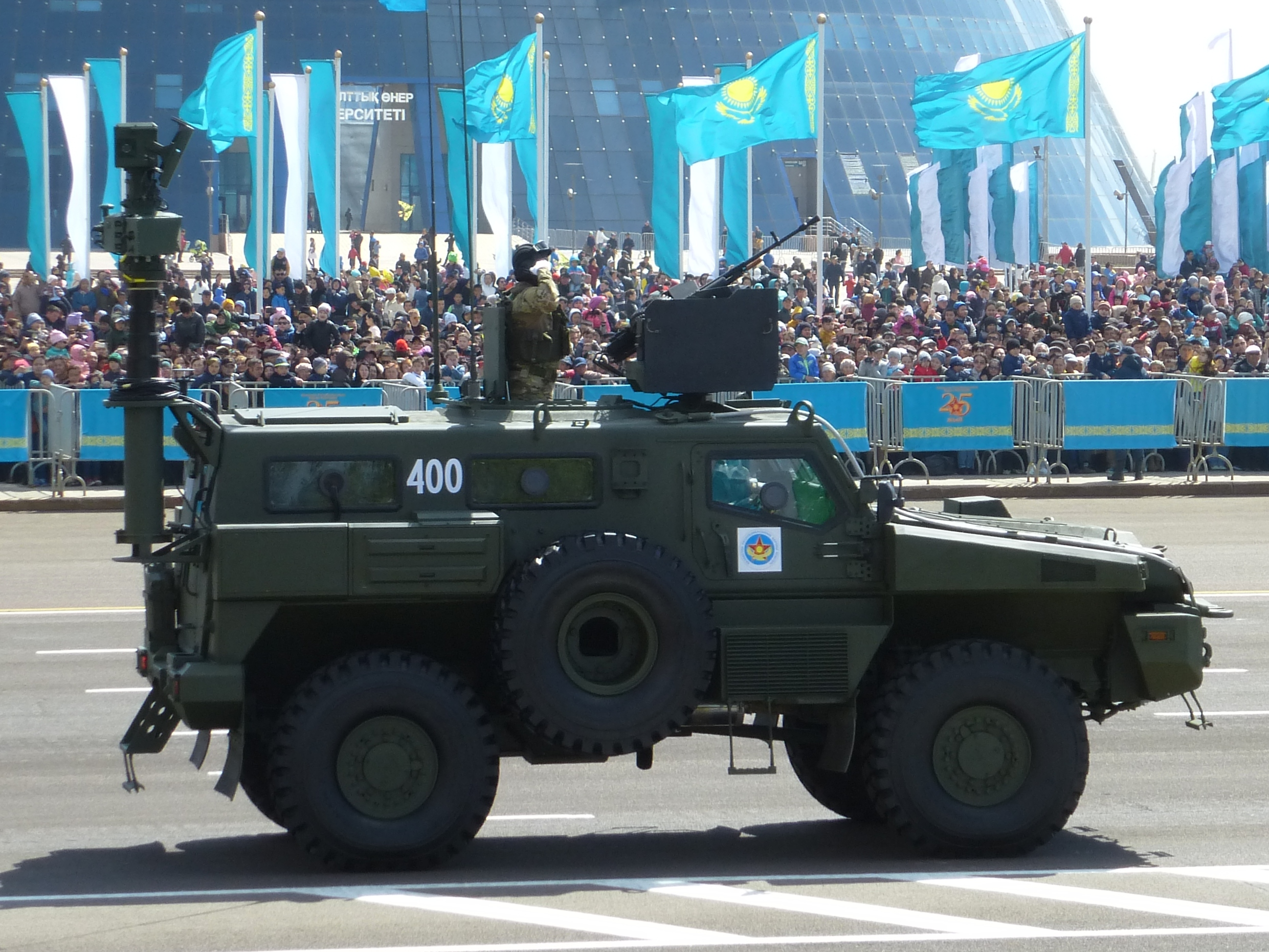
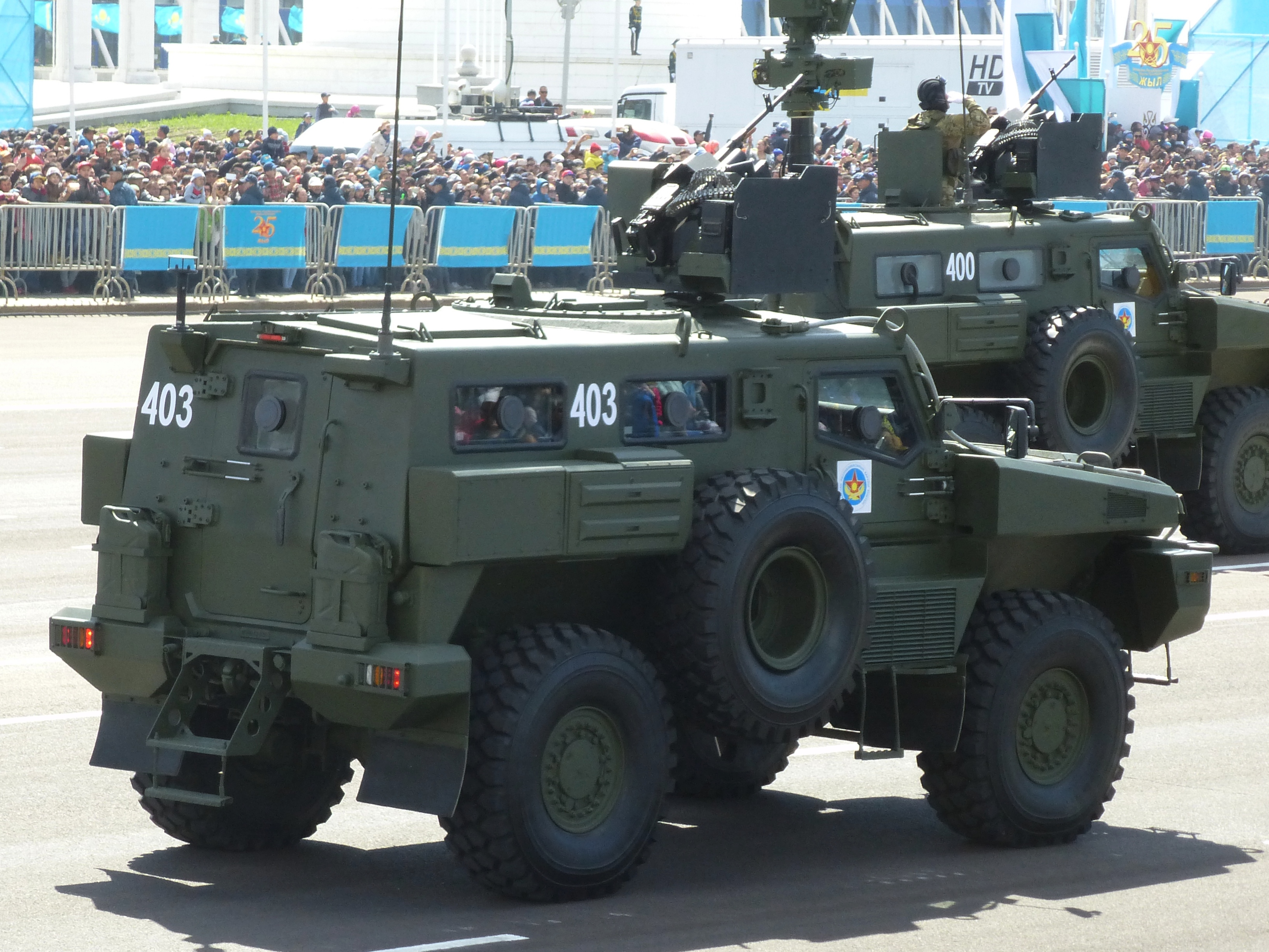

## Операторы
- Азербайджан — 45 единиц Marauder на 2022 год[8]
- Алжир — 2 Marauder либо Arlan на 2021 год[9]
- Замбия — более 3 Marauder, по состоянию на 2021 год[10]
- Иордания — 25 единиц на 2021 год[11]
- Казахстан — 134 Arlan на 2023 год[12]
- Конго — 37 единиц на 2021 год[13]
- Малави — 9 Marauder, по состоянию на 2021 год[14]
- Оман - до 5 Arlan либо Marauder
- Мали — 13 Marauder, по состоянию на 2021 год[15]
- Нигерия — некоторое количество Marauder, по состоянию на 2021 год[16]